# Witez II
Witez II, né le 1er avril 1938 et mort le 9 juin 1965, est un étalon de robe baie et de race Arabe, né au haras national de Janów Podlaski en Pologne. Il passe ses premières années à Janów, à l'époque où la Pologne est sous occupation par l'Allemagne nazie, avant d'arriver aux États-Unis en 1945, où il reste jusqu'à sa mort. Son nom vient d'un mot polonais archaïque signifiant « chef, chevalier, prince et héros ».

## Ascendance
Witez II est le fils d'Ofir et de Federacja. Ofir est un étalon né dans le désert, par Kuhalian-Haifi, en 1923, importé de la région de Jauf de la péninsule arabique par le prince Roman Sanguszko du haras Gumniska. À la recherche d'un croisement pour ses juments, Sanguszko a envoyé Bogdan Zientarski, accompagné de Carl Raswan, acheter des chevaux du désert en 1931. Kuhalian-Haifi est mort en 1935, après avoir engendré seulement 14 poulains, dont Ofir est le plus connu. Federacja était une jument de race polonaise avec des lignées issues à la fois de l'élevage polonais et de celui du haras de Bábolna en Hongrie. 
Les poulains nés en 1938 étaient la première génération issue d'Ofir, soit trois poulains qui sont devenus des reproducteurs importants dans la race Arabe : Witez II; Witraz (Ofir x Makata), qui était le père de Bask ; et le célèbre père de poulinières, Wielki Szlem (Ofir x Elegantka). Pendant la Seconde Guerre mondiale, Ofir et Federacja font partie des chevaux de Janów pris par les Russes lors de l'invasion soviétique de la Pologne. Ofir a ensuite été utilisé au haras de Tersk, en URSS, où il a engendré la jument Mammona, une mère importante dans un certain nombre de lignées russes.

## Premières années
Witez II n'a qu'un an lorsque l'Allemagne nazie envahit la Pologne en 1939. L'Union soviétique et l'Allemagne occupant le pays, le haras de Janów est temporairement évacué. Cependant, bien que Janów soit du côté allemand de la ligne Curzon, l'armée rouge a confisqué la plupart des reproducteurs matures comme butin de guerre. Witez II, ainsi que la plupart des jeunes chevaux, ont évité ce sort et ont finalement été renvoyés à Janów, placé sous la direction de l'armée allemande. En tant que jeune cheval, il est mis à l'entraînement de course, mais en raison de l'annulation des courses de chevaux pendant l'occupation de la Pologne, il n'a pas couru sur la piste. Il est mis à la reproduction, d'abord à Janów, puis à Hostau (actuelle République tchèque), où les nazis ont rassemblé 1 500 chevaux de races différentes depuis toutes les régions du Troisième Reich. Selon l'historienne Margaret E. Derry, l'objectif de ce programme d'élevage est de donner naissance à des « super-chevaux ».
Le général George S. Patton, commandant de la 3e armée américaine, est un cavalier de longue date qui a participé aux épreuves de pentathlon moderne lors des Jeux olympiques de 1912. Il est informé par Aloïs Podhajsky, de l'école espagnole d'équitation, qu'un nombre important de Lipizzans et de Pur-sangs, ainsi que de chevaux arabes, se trouvent à Hostau. Lorsque Hostau est tombé derrière les lignes soviétiques, des officiers allemands capturés, interrogés par le capitaine de l'armée américaine Ferdinand Sperl, ont signalé l'emplacement du haras et ont demandé aux Américains de sauver les chevaux avant qu'ils ne tombent aux mains des soviétiques, car on craignait qu'ils ne soient massacrés pour la viande. Patton a émis des ordres, et le 28 avril 1945, le colonel Charles H. Reed, officier supérieur de Sperl, avec les membres des troupes A, C et F du 2e régiment de cavalerie, a mené un raid derrière les lignes soviétiques et a accepté la reddition des Allemands d'Hostau. Reed a déclaré plus tard que la reddition était « plus une fête qu'une opération militaire, car les troupes allemandes ont dressé une garde d'honneur et ont salué les troupes américaines à leur arrivée ». Étant l'un des rares chevaux d'Hostau à être dressé, Witez II a transporté un cavalier tout au long de l'évacuation.

## Arrivée aux Etats-Unis
À la fin de la guerre, Witez II et d'autres chevaux capturés aux nazis furent expédiés aux États-Unis, à la grande consternation des Polonais, qui espéraient récupérer les chevaux qu'ils avaient perdus. Le voyage en bateau de l'Europe vers l'Amérique a été difficile, mais les chevaux sont arrivés sains et saufs à Newport News, en Virginie, à la fin de l'année 1945, et ont passé l'hiver à la station de remonte de l'armée américaine à Front Royal, en Virginie. Début 1946, Witez II et la majeure partie des Arabes importés sont expédiés à la station Army Remount à l'ancien WK Kellogg Arabian Ranch à Pomona, en Californie, où ils restent au haras jusqu'en 1948. Cette année-là, le service de remonte est placé sous l'autorité du Département de l'agriculture des États-Unis et les chevaux sont vendus aux enchères. 
Witez II est acheté en 1949 par Earle E. et Frances Hurlbutt du ranch Calarabia près de Calabasas, en Californie, qui en est resté propriétaire pour le reste de sa vie. Parce que les chevaux de remontée avaient été expédiés à un site consolidé dans l'Oklahoma pour la vente, Hurlbutt s'est envolé pour Fort Reno, Oklahoma, spécifiquement pour enchérir sur l'étalon, et a payé 8100 $ pour ce cheval . Witez II a vécu sur le ranch Hurlbutt pendant de nombreuses années, mais a quitté la Californie de 1960 à 1964 pour une location à Burr Betts du Betts Circle 2 Ranch à Parker, Colorado. Il est retourné en Calarabie pour y passer sa dernière année de vie.  
Bien que peu sorti dans les Amériques, il a été Grand Champion de 1951 au salon Southern California All-Arabian à Pomona, puis Pacific Coast Champion Stallion et Grand champion général en 1953, à l'âge de 15 ans, remportant l'un des prix les plus prestigieux pour les chevaux arabes à l'époque. 

## Descendance
Il a engendré 223 poulains, dont 10 sont nés hors des États-Unis avant son importation. Sa progéniture comprend 16 gagnants nationaux, à la fois en show et en performance, ce qui est remarquable parce que le premier spectacle de championnat national américain n'a eu lieu qu'en 1958. Sa fille Ronteza a fait une entrée significative dans la compétition ouverte, remportant le Championnat du Monde de 1961 Reined Cow au Cow Palace à San Francisco, battant 50 chevaux de toutes races. 